# Римера-Алнас
ООО «Римера-Алнас» — один из крупнейших производителей полнокомплектных установок электроцентробежных насосов для добычи нефти в России. Предприятие производит более 120 модификаций насосов, 300 модификаций двигателей, свыше 6 000 вариантов комплектации нефтепогружного оборудования. Входит в группу компаний «Римера».

## История предприятия
«Алнас» был основан в 1978 году в городе Альметьевск. В 1979 году на заводе собраны первые электродвигатели. В 1981 году открылись литейный цех, механосборочный цех по производству гидрозащиты и механический цех длинномерных деталей. В 1982 году начался серийный выпуск первой марки погружного электронасоса с клеймом «АЗПЭН» (Альметьевский завод погружных электрических насосов).
В 1987 году завод освоил производство погружных электронасосов в модульном исполнении. Благодаря этой конструкции удалось начать производство установок, обеспечивающих добычу от 15 до 1000 м³ нефти в сутки с глубин до трех км.
В 1989 году «Алнас» выпускает 25-тысячную УЭЦН.
С 1 января 1994 году завод становится акционерным обществом открытого типа — АО «АЛНАС». В апреле 1997 году акционерное общество открытого типа (АО) «Альметьевский завод погружных электронасосов — АЛНАС» переименовано в Открытое акционерное общество (ОАО) «Альметьевский насосный завод».
В 2008 году «Алнас» вошел в ГК "Римера" (дивизион Группы ЧТПЗ). 2014 год — выпуск 250-тысячного насоса, в торжественном мероприятии принял участие президент Республики Татарстан Рустам Минниханов. Татарстан и Группа ЧТПЗ заключили соглашение о социально-экономическом сотрудничестве. За время своего существования «Алнас» трижды признавался лучшей машиностроительной компанией России.
В рамках реализации долгосрочной стратегии построения клиентоцентричного бизнеса 11 февраля 2021 года завершился процесс перерегистрации ООО «АЛНАС». Компания переименована в ООО «РИМЕРА-АЛНАС», изменения отражены в новом уставе.
23 февраля 2024 года группа компаний «Римера», включая ООО «Римера-Алнас», АО «Римера», ООО «Римера», ООО «Римера Сервис», ООО «Гиперспэйс Технологии» и ООО «Апи Фактори», были включены в санкционные списки США против производственного сектора экономики России.

## Продукция
«РИМЕРА-АЛНАС» предлагает клиентам следующее оборудование: 
- Энергоэффективные установки электроцентробежных насосов (УЭЦН)
- УЭЦН для скважин с высоким содержанием механических примесей
- Высокооборотные УЭЦН для скважин с нестабильным притоком
- Установки для систем поддержания пластового давления
- Установки для одновременно-раздельной эксплуатации скважин
- Высоковольтные вентильные и асинхронные погружные электродвигатели
- Газостабилизирующие устройства
- Тормозные диски на легковые автомобили

## Модернизация производства
С 2010 по 2016 год на заводе проводилась модернизация производственных мощностей. Общая сумма инвестиций Группы ЧТПЗ, направленных в 2011—2016 гг. на обновление оборудования «Алнаса», составила порядка 2,5 млрд руб. 